# Yuval Scharf

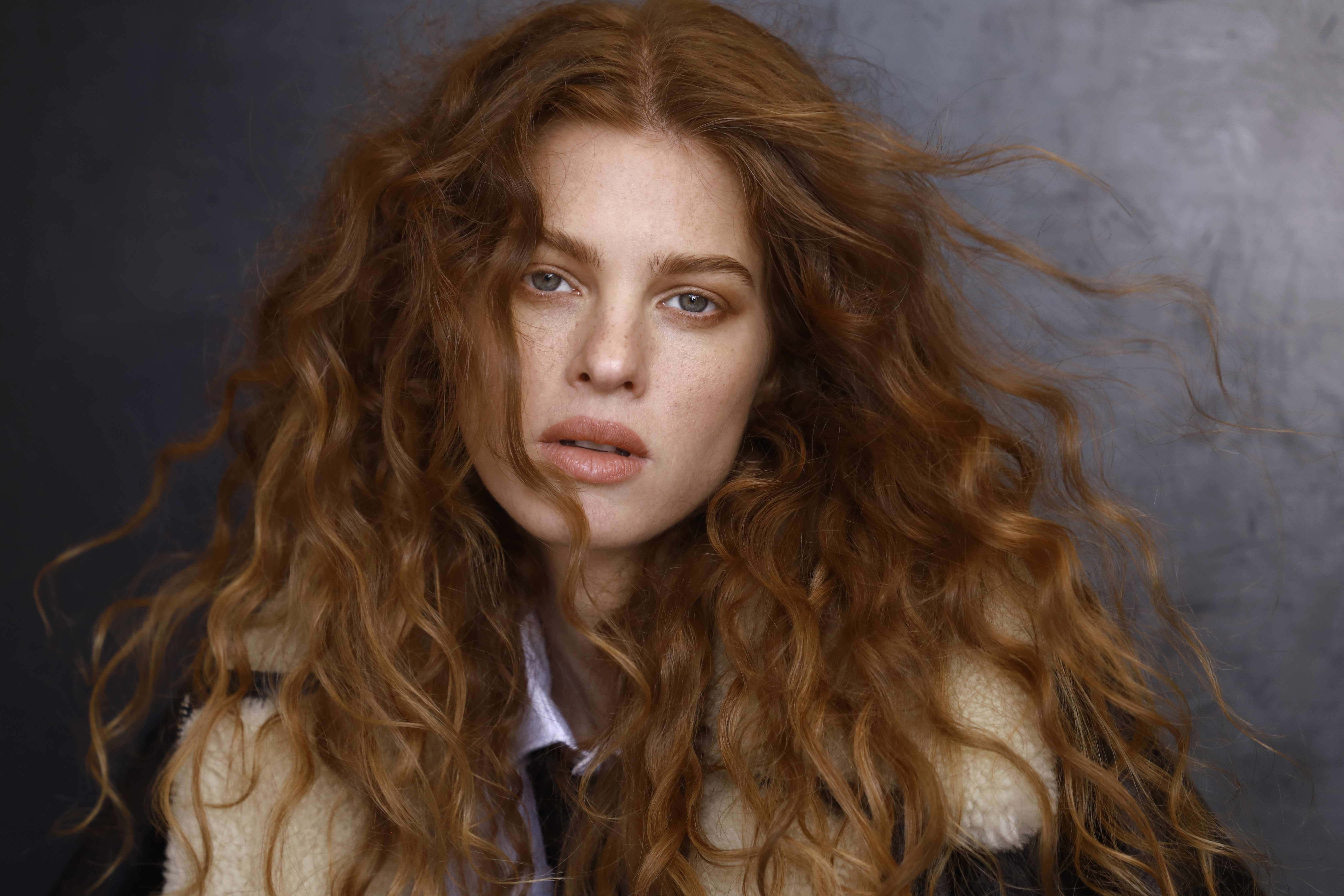
Yuval Scharf

Yuval Scharf (hebräisch יובל שרף; * 4. Juni 1985 in Tel Aviv, Israel) ist eine israelische Schauspielerin und Model.

## Leben und Karriere
Yuval Scharf wurde am 4. Juni 1985 in Tel Aviv als Tochter von aschkenasischen Juden geboren. Ihr Debüt gab sie 2008 in dem Film Lost Islands. Von 2012 bis 2014 spielte sie in der Fernsehserie New York mit. Zwischen 2017 und 2018 bekam Scharf in der Serie Fullmoon die Hauptrolle. Anschließend spielte sie 2018 in der Serie McMafia mit. Unter anderem trat sie 2021 in Beauty Queen of Jerusalem auf. Außerdem war Scharf 2023 in Ghosts of Beirut zu sehen. Im selben Jahr wurde sie für die Serie 420 gecastet.

## Filmografie (Auswahl)
Filme
- 2008: Lost Islands
- 2011: Hearat Shulayim
- 2012: The Dealers
- 2013: The Wonders
- 2013: Ana Arabia
- 2014: Love Letter to Cinema
- 2015: Yareach BeBayit 12
- 2018: A Tramway in Jerusalem
- 2019: Peaches and Cream
- 2022: Der Russe ist einer, der Birken liebt

Serien
- 2008: Ha-Emet Ha'Eroma
- 2010: Bobby ve Ani
- 2010: Chaim Acherim
- 2012–2014: New York
- 2017–2018: Fullmoon
- 2018: McMafia
- 2019: Nehama
- 2021: Kupa Rashit
- 2021: Project OUT
- 2021–2023: The Beauty Queen of Jerusalem
- 2023: Ghosts of Beirut
- 2023: 420